# Alina Tecșor
Alina Tecșor (n. 29 octombrie 1979) este o fostă jucătoare de tenis căpitan-nejucător al echipei de Fed Cup a României. Pe 9 septembrie 1996, ea a ajuns pe locul 364 WTA, în timp ce cea mai bună clasare a ei la dublu a fost 529 pe 7 octombrie 1996.

## Finale ITF la simplu: 3 (1–2)
| premii de 100.000 $ |
| premii de $75.000   |
| premii de $50.000   |
| premii de $25.000   |
| premii de $10.000   |

| Rezultat     | Nr. | Dată               | Turneu            | Suprafață | Adversar în finală | Scor în finală |
| Finalistă    | 1.  | 19 mai 1996        | Toruń, Polonia    | Clay      | Ewa Radzikowska    | 3–6, 3–6       |
| Finalistă    | 2.  | 15 septembrie 1996 | Albena, Thailanda | Clay      | Sandra Načuk       | 5–7, 6–7       |
| Câștigătoare | 3.  | 17 noiembrie 1996  | Cairo, Egipt      | Clay      | Jessica Steck      | 6–7, 5–0, RET  |

## Legături externe
- Alina Tecșor la Women's Tennis Association
- Alina Tecșor pe site-ul Federației Internaționale de Tenis

- Alina Tecșor pe site-ul Fed Cup